# 維亞切斯拉夫·格拉德科夫
維亞切斯拉夫·弗拉基米羅維奇·格拉德科夫（羅馬化：Vyacheslav Vladimirovich Gladkov；1969年1月15日—），俄羅斯政治人物。他於2021年9月27日成為別爾哥羅德州州長。他是統一俄羅斯黨的成員。
他於2016年7月28日至2018年4月16日擔任塞瓦斯托波爾副市長，並於2018年6月13日至2020年11月18日擔任任斯塔夫羅波爾邊疆區副區長兼斯塔夫羅波爾邊疆區政府辦公廳主任。

## 生平
維亞切斯拉夫·格拉德科夫於1969年1月15日出生於俄羅斯奔薩州庫奇基。
他已婚，有四個孩子和一個孫女。
2019年，他申報的收入為3427000盧布，配偶收入為1707000盧布。

### 教育
1996年，他從聖彼得堡國立財經大學獲得經濟學學位。後來他繼續接受教育，在奔薩州立大學獲得市政管理學位。2012年，他在俄羅斯農業大學獲得管理碩士學位。
格拉德科夫是經濟學博士候選人。2012年，他在格羅茲尼國立石油技術大學以題為「《地區農業合作社市場的形成和發展（以奔薩州為例）》」成功答辯並獲得學位。
他也是公務員人事管理儲備培訓計劃，也被稱為「州長學院」的第三屆畢業生。

### 在奔薩州工作
格拉德科夫於1997年開始了他的職業生涯，當時在奔薩州建設局擔任合同和索賠經濟師的職位，但同年他被任命為集中會計財務組的負責人。
2000年，他投身公職，在奔薩州扎列奇內行政機構工作了16年。他一開始便擔任副主任，後來擔任經濟和市場關係發展部門負責人。2002年到2005年，他擔任扎列奇市內經濟和企業發展署副署長，並在2009年擔任該機構的第一副署長。
2008年10月30日，他加入統一俄羅斯黨。同年，在區域發展部舉辦的市政競賽中，他成為「最佳市政僱員」的獲獎者之一。
從2009年4月24日到2016年9月23日，格拉德科夫擔任扎列奇內市長。在2015年秋季，有消息稱俄羅斯總統弗拉基米爾·普京準備頒布一項法令，自2016年1月1日起取消六個城市，包括扎列奇內的封閉行政區域地位。當時，格拉德科夫表示這是「絕對不可能的」，最終成功遊說保留扎列奇內作為封閉行政區域的地位以及相應的優惠政策。

### 在塞瓦斯托波爾和斯塔夫羅波爾邊疆區工作
2016年9月至2018年3月底，格拉德科夫擔任塞瓦斯托波爾副市長，負責內政。據《商業報》的消息來源稱，格拉德科夫被派往塞瓦斯托波爾市執行兩項任務：協助塞瓦斯托波爾市長德米特里·奧夫相尼科夫競選（當時他在2017年9月的直選中當選），以及籌備舉行俄羅斯總統選舉，其中弗拉基米爾·普京以90.19%的得票率獲勝，投票率略高於70%。在總統競選成功之後，格拉德科夫原本想自願辭職，但一直留任至6月份，直到找到了他的接任者。
2018年6月13日，斯塔夫羅波爾邊疆區區長弗拉基米爾·弗拉基米羅夫任命格拉德科夫擔任該地區政府內政政策副區長兼區政府辦公廳主任。在2019年的選舉中，弗拉基米羅夫獲得連任，組建了一個新政府，格拉德科夫保留了他的職位，繼續擔任原先職務 。在斯塔夫羅波爾工作期間，他還是統一俄羅斯黨斯塔夫羅波爾邊疆區政治委員會的常務委員。

### 別爾哥羅德州州長任內
2020年11月18日，根據俄羅斯總統普京的總統令，格拉德科夫被任命為別爾哥羅德州的代理州長，直到選舉產生該地區的正式州長為止。州長選舉定於2021年9月19日的統一投票日舉行。
他接替了傑尼斯·布薩耶夫，布薩耶夫在2020年9月22日至11月18日期間擔任該州代理州長，之前是葉夫根尼·薩夫琴科，他擔任別爾哥羅德州長近27年，自願辭職。
在被任命後，格拉德科夫表示「我們才剛開始」，並稱「不必等待人事變更」，他將把抗擊2019冠狀病毒病疫情、提高別爾哥羅德居民收入和實施國家項目視為優先事項。
在2021年9月19日舉行的州長選舉中，他作為統一俄羅斯黨的候選人，以78.79%的得票率獲勝。同年9月27日就任州長。

## 榮譽
- 加強戰鬥團結勳章[18]

## 制裁
2022年12月15日，在2022年俄羅斯入侵烏克蘭的背景下，格拉德科夫因「呼籲公民參戰以回應最近俄羅斯動員令」而被列入美國制裁名單。2022年11月30日，他也因「參與在別爾哥羅德州的部分動員預備役軍人，以及因此而導致烏克蘭局勢不穩定的政策和行動」而受到英國制裁。
出於相同原因，他還受到烏克蘭、澳大利亞和紐西蘭的制裁。